# Боровое (озеро, Лоухский район)
Боровое — пресноводное озеро на территории Амбарнского сельского поселения Лоухского района Республики Карелии.

## Общие сведения
Площадь озера — 1,6 км². Располагается на высоте 80,4 метров над уровнем моря.
Форма озера продолговатая: оно более чем на два километра вытянуто с запада на восток. Берега изрезанные, каменисто-песчаные, местами заболоченные.
Через озеро течёт ручей Тулинец, впадающий в озеро Боярское, через которое протекает река Пулома, впадающая в Энгозеро. Воды Энгозера через реки Калгу и Воньгу попадают в Белое море.
Ближе к восточной оконечности озера расположен один относительно крупный (по масштабам водоёма) остров без названия.
На юго-западном берегу Борового располагается посёлок при станции Боярская, а также одноимённая железнодорожная станция, через которые проходят, соответственно, автодорога местного значения 86К-5 («Р-21 „Кола“ — Энгозеро — Гридино») и линия железной дороги Санкт-Петербург — Мурманск.
Код объекта в государственном водном реестре — 02020000711102000003139.